# Chiara Simoneschi-Cortesi
Chiara Simoneschi-Cortesi (21 aprile 1946) è una politica svizzera.
È membro del Partito Popolare Democratico ed è la prima donna di lingua italiana presidente del Consiglio nazionale della Svizzera. La sua attività politica è contraddistinta dall'attenzione per la parità dei diritti e per la formazione.

## Biografia
Nata a Zurigo, studia al Liceo letterario di Lugano diplomandosi nel 1965. Dal 1965 al 1968 frequenta l'Università di Berna seguendo i corsi di sociologia e scienze politiche. Fonda durante gli studi l'associazione studentesca Associazione Riunite Universitarie della Svizzera Italiana ARUSI.
Dal 1987 al 1999, Simoneschi è membro del parlamento cantonale del Ticino che presiede nel 1998-1999. Eletta al consiglio nazionale nel 1999 e rieletta nel 2003 e 2007, è stata presidente del Consiglio nazionale nel biennio 2008-2009. Madre di tre figli, nel 2018 il comune di Comano le conferisce la cittadinanza onoraria.